# La Pineda (Vila-seca)
La Pineda és una entitat de població que pertany al municipi de Vila-seca, al Tarragonès. El 2024 tenia 4.204 habitants.
La Pineda és famosa per les seves dues platges: la platja de la Pineda i la platja del Racó, que han atret gran quantitat de turistes d'arreu i han comportat la transformació econòmica i social de la zona.
D'origen preromà (Cal·lípolis), el territori, que lògicament deu el seu nom a les arbredes de pins que presenta vora la costa, va experimentar una extraordinària transformació social, econòmica i paisatgística des dels inicis de la dècada dels 70 a causa de la industrialització, el turisme i, més recentment, la instal·lació de grans parcs temàtics, com PortAventura i Aquópolis. Des del Gepec (Grup d'Estudi i Protecció dels Ecosistemes Catalans) es reivindica recuperar i revalorar la seva història i elements naturals.
La Pineda és notable per la platja homònima, com a lloc d'estiueig amb nombrosos hotels i apartaments, i amb un parc aquàtic (Aquopolis) i part del parc de Port Aventura. Hi destaca l'espai natural protegit de la Séquia Major i els seus canals tributaris, construïts el 1537 per controlar els nivells freàtics i poder conrear la terra. En un extrem de la platja hi ha un moll o embarcador –anomenat popularment «el Pantalà»– que utilitza la refineria de Repsol.
Aquesta zona està situada aproximadament a un quilòmetre del centre de Salou. La Pineda disposa d'un passeig marítim de 2,4 km, cosa que el converteix en un dels espais públics urbans oberts al mar de més llargària a la Costa Daurada i al conjunt de Catalunya. La Pineda disposa de molts centres d'oci ben coneguts, com el referit parc aquàtic Aquopolis, o la discoteca Pachá. Des de la platja principal de la Pineda, es pot observar el port de càrrega i descàrrega de Tarragona.

## Patrimoni i llocs d'interès

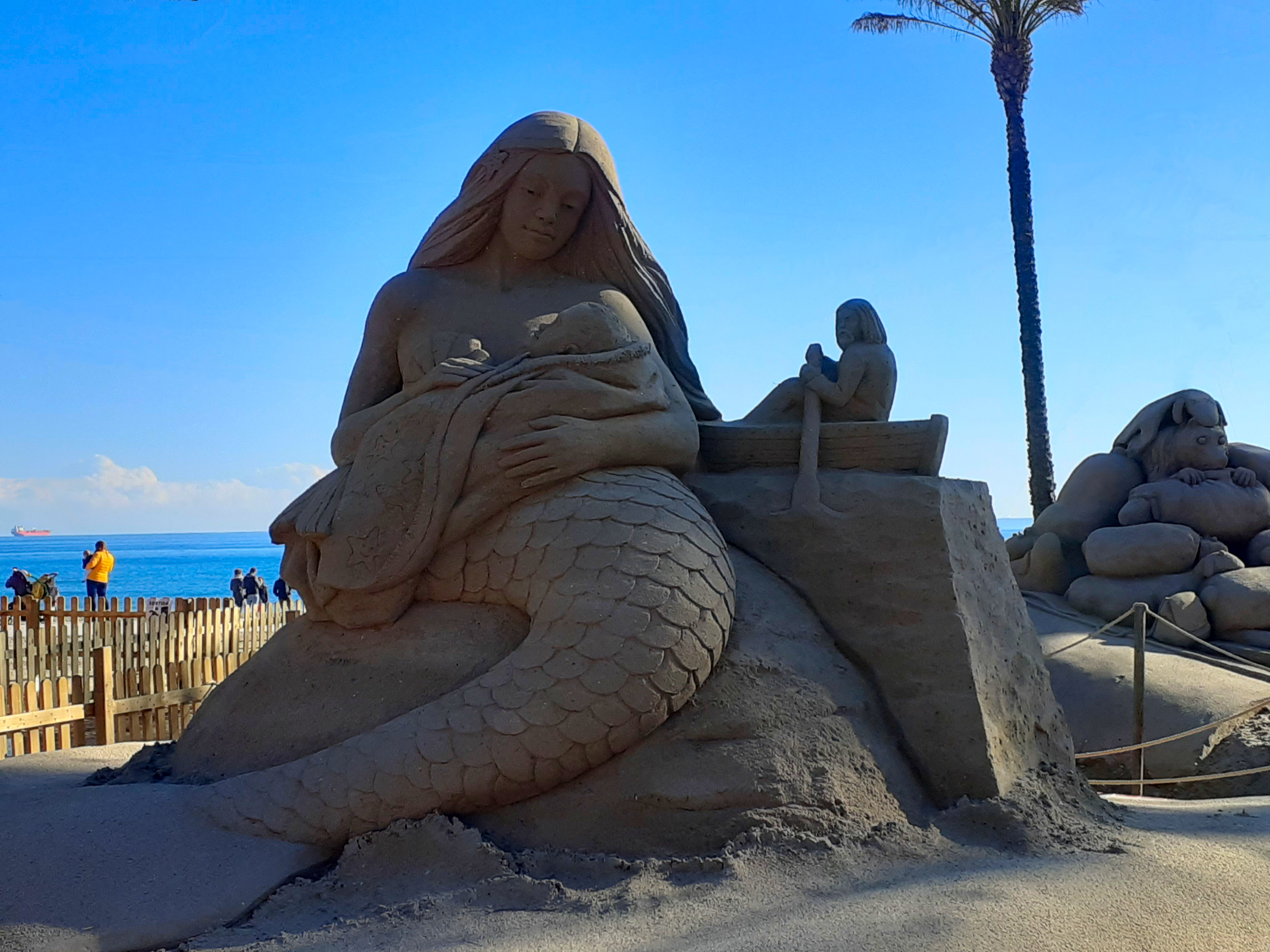
Escena del pessebre de sorra que cada any es fa a la Pineda per les festes de Nadal

- A la Pineda hom pot trobar vestigis d'època romana. Es creu que en aquesta zona es construí la mítica ciutat de Cal·lípolis.[7] Al Prat d'Albinyana, partida a la vora del terme municipal de Tarragona, es descobriren les restes d'una opulenta vil·la romana. Aquí s'hi trobà el famós mosaic dels peixos,[8] pertanyent al frigidarium de la vil·la i actualment exposat al MNAT. El conjunt arqueològic conserva part de les estances, articulades entorn d'àrees obertes porticades, els banys privats i una zona de magatzems.
- L'element patrimonial més destacat de la població és l'ermita de la Pineda, construïda al segle xviii on abans hi havia hagut l'antic temple parroquial de la Pineda. Temple de culte marià, la devoció a la Mare de Déu de la Pineda és el motiu que moltes dones de la zona rebin el nom de Pineda.
- La Pineda, com a punt costaner a recer del cap de Salou, és un lloc ric en torres de defensa, construïdes per protegir-se dels atacs dels pirates. Així, hi trobem la Torre dels Carboners,[9] la Torre de la Pineda[10] i la Torre del Virgili.[11]
- Al llarg del passeig de Pau Casals hom pot contemplar dos conjunts escultòrics monumentals, l'obra "Pineda" de Javier Mariscal i "Marca d'Aigua" de Sergi Aguilar, situada al Faralló, a l'espai conegut com el Racó.
- Els aiguamolls de la Séquia Major constitueixen l'espai natural més destacat de la Pineda.[12]
- A la zona de la Tanca hi trobem un club de golf.
- A la platja de la Pineda, cada any durant els mesos de desembre i gener s'hi fa un pessebre de sorra monumental.[13]